# Earth (Band)
Earth ist eine US-amerikanische Band und gilt als Pionier des Drone Doom, eines Doom-Subgenres, welches sich durch minimalistische, langsame und repetitive Strukturen auszeichnet.

## Geschichte
1989 gründete Dylan Carlson Earth in Olympia, Washington. Slim Moon (später bei Kill Rock Stars) und Greg Babior (beide an der Gitarre) gehörten zum ersten Line-up. Nachdem Carlson beschloss, nach Seattle umzuziehen, stiegen mit Dave Harwell und Joe Preston neue Gitarristen ein, mit denen die Gruppe die Debüt-EP Extra-Capsular Extraction aufnahm. An der EP beteiligten sich unter anderem Kurt Cobain und Kelly Canary (Dickless) als Sänger. Die junge Band erweckte das Interesse des Plattenlabels Sub Pop, das schließlich 1991 die EP veröffentlichte.
Nach der EP machten Earth zunächst mit Carlson und Harwell als Duo weiter, da Joe Preston bei The Melvins einstieg. 1993 erschien Earth 2, das erste vollständige Album der Gruppe. Es gilt heute als das erste Album des Drone Doom. Nach dem Weggang von Harwell stand Carlsson ein weiteres Mal alleine da. Für das dritte Werk engagierte er daher Tommy Hansen und den Produzenten Ian Dickson an der Gitarre und Rick Camben (Schlagzeug). Obwohl Sub Pop mit den Fortschritten der Band nicht zufrieden war, veröffentlichte das Label 1995 deren Album Phase 3: Thrones and Dominions und verlängerte den Vertrag mit Earth um weitere drei Alben. Ian Dickson wurde festes Mitglied, hinzu kamen Shawn McElligot (Gitarre) und Mike McDaniels (Schlagzeug).
1997 erschien Pentastar: In the Style of Demons, das eine Abkehr vom minimalistischen, langsamen Drone-Doom-Sound darstellt. Mit einem traditionellen Line-up, bestehend aus Gitarre, Schlagzeug und Bass enthält das Album vermehrt Alternative-Rock-Elemente. Im Anschluss pausierte die Gruppe. Die 2001 erschienene Kompilation Sunn Amps and Smashed Guitars war die offizielle Veröffentlichung eines Bootlegs. Die neue Besetzung bestand aus Carlson und seiner Freundin, der Schlagzeugerin Adrienne Davies. Einige Liveauftritte in den USA und Europa folgten. Bevor das neue Album veröffentlicht wurde, erschienen mehrere Livealben und eine Remix-CD, auf der unter anderem Mogwai und Sunn O))) ihre Interpretationen von Earth-Stücken veröffentlichten. 2005 erschien dann mit Living in the Gleam of an Unsheathed Sword ein Livealbum.
Ebenfalls 2005 erschien Hex; or Printing in the Infernal Method, das erste Studioalbum seit 9 Jahren. Mit dem Album vollzog die Band eine drastische musikalische Veränderung, hin zu einem weniger verzerrten, meditativen Stil, den sie in den kommenden Jahren fortsetzte. 2006 teilte man sich eine Split-CD mit der von Earth beeinflussten Band Sunn O))). 2008 folgte mit Hibernaculum, ein Best-of-Album, das Raritäten, Neubearbeitungen und neue Stücke enthält. Auf dem 2008 veröffentlichten The Bees Made Honey in the Lion's Skull gastierte Jazzgitarrist Bill Frisell und sorgte so dafür, dass sich der Ruf der Band bis in Jazz- und Avantgarde-Kreise herumsprach. Seit Regisseur Jim Jarmusch 2009 Musik der Band, zusammen mit der anderer Drone-Pioniere wie Sunn O))) und Boris in seinem Film The Limits of Control einsetzte, scheint der Durchbruch in den Mainstream gesichert. 2011 und 2012 erschienen die beiden zusammengehörigen Teile des Albums Angels of Darkness, Demons of Light, bei dem erstmals dem Violoncello eine dominante Rolle zukam.

## Stil
Earth begründete den Musikstil Drone Doom, der sich vor allem durch starke Verzerrungen und extrem langsame Riffs, die im unteren Frequenzbereich angesiedelt sind, auszeichnet. Trotz ihres großen Einflusses konnte die Gruppe wenig von ihrer Vorreiterstellung profitieren und blieb über Jahre ein Geheimtipp im Underground, während Nachfolgebands wie Sunn O))) wesentlich bekannter wurden. Dies lag vor allem an der langen Pause in den 1990ern sowie an der Drogensucht von Carlson, dem einzigen konstanten Mitglied der Gruppe.
Earth-Gründer Dylan Carlson ist darüber hinaus bekannt als enger Freund von Nirvana-Frontmann Kurt Cobain und ist in der Dokumentation Kurt & Courtney zu sehen, für welche auch zwei Kompositionen von Earth verwendet wurden.

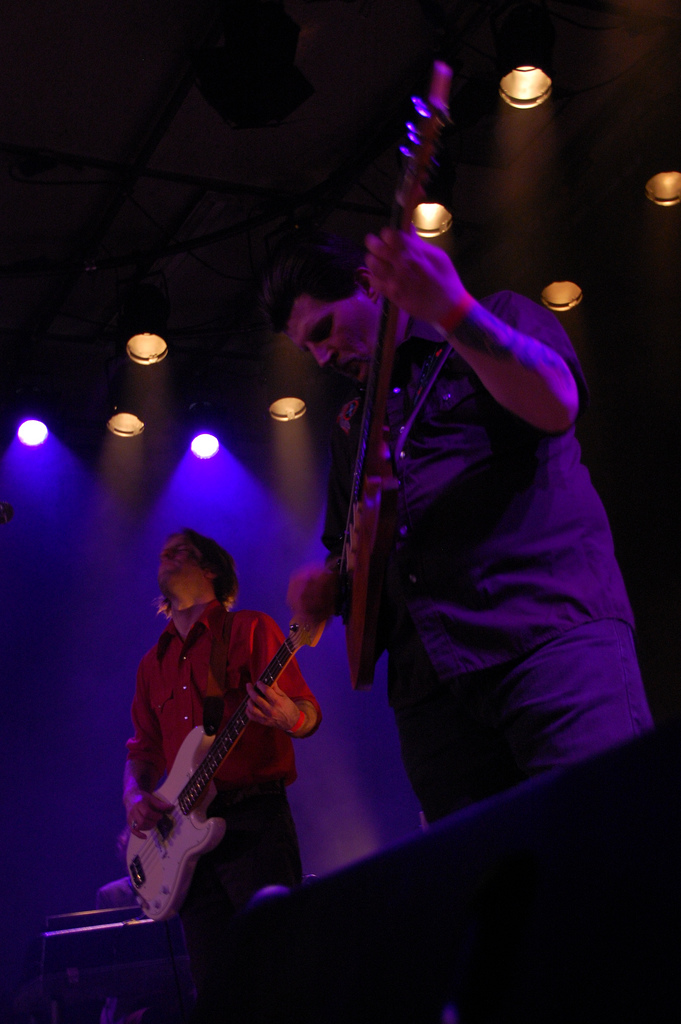
Don McGreevy (Bass) und Dylan Carlson (Gitarre) bei einem Auftritt in Leuven 2009

## Diskografie
| Jahr | Album                                             | Plattenlabel  |
| ---- | ------------------------------------------------- | ------------- |
| 1991 | Extra-Capsular Extraction                         | Sub Pop       |
| 1993 | Earth 2: Special Low-Frequency Version            | Sub Pop       |
| 1995 | Phase 3: Thrones and Dominions                    | Sub Pop       |
| 1996 | Pentastar: In the Style of Demons                 | Sub Pop       |
| 2001 | Sunn Amps and Smashed Guitars (Compilation)       | No Quarter    |
| 2003 | 070796 Live (Live)                                | Autofact      |
| 2005 | Living in the Gleam of an Unsheathed Sword (Live) | Megablade     |
| 2005 | Legacy of Dissolution (Remix)                     | No Quarter    |
| 2005 | Hex; or Printing in the Infernal Method           | Southern Lord |
| 2006 | AngelComa (Split-LP mit Sunn O))))                | Southern Lord |
| 2007 | Hibernaculum                                      | Southern Lord |
| 2008 | The Bees Made Honey in the Lion's Skull           | Southern Lord |
| 2011 | Angels of Darkness, Demons of Light               | Southern Lord |
| 2012 | Angels of Darkness, Demons of Light II            | Southern Lord |
| 2014 | Primitive and Deadly                              | Southern Lord |
| 2019 | Full Upon Her Burning Lips                        | Sargent House |